# Vellalur
Vellalur (o Vellalore) è una suddivisione dell'India, classificata come town panchayat, di 17.294 abitanti, situata nel distretto di Coimbatore, nello stato federato del Tamil Nadu. In base al numero di abitanti la città rientra nella classe IV (da 10.000 a 19.999 persone).

## Geografia fisica
La città è situata a 10° 58' 02 N e 77° 01' 40 E.

## Società

### Evoluzione demografica
Al censimento del 2001 la popolazione di Vellalur assommava a 17.294 persone, delle quali 8.696 maschi e 8.598 femmine. I bambini di età inferiore o uguale ai sei anni assommavano a 1.401, dei quali 683 maschi e 718 femmine. Infine, coloro che erano in grado di saper almeno leggere e scrivere erano 11.117, dei quali 6.058 maschi e 5.059 femmine.